# امیرسالار علیا
امیرسالار علیا، روستایی از توابع بخش میمند شهرستان فیروزآباد در استان فارس ایران است.
مردم این روستا ازطایفه لر تبارامیرسالاری هستند واز ایل کهگیلویه هستند عده ای از این طایفه هنوز در دهدشت کهگیلویه  سکونت دارند.
بعضی از هموطنان ما  این طایفه را فارس زبان می‌دانند اما اشتباه است این طایفه لر زبان است و به زبان لری صحبت می‌کنند ‌.
این طایفه به دلیل بعضی مشکلات از کهگیلویه به اطراف میمند  می آیند.طایفه امیرسالاری یا ماسالاری و طایفه شبانکاره از لر های میمند هستند که هر دو طایفه مهاجر هستند.
طبق پژوهشی درباره پراکندگی قوم لر،امان الهی
طایفه امیرسالاری ها و شبانکاره لر هستند. 

## جمعیت
این روستا در دهستان پرزیتون قرار دارد و براساس سرشماری مرکز آمار ایران در سال ۱۳۸۵، جمعیت آن ۱٬۱۳۰ نفر (۲۰۲خانوار) بوده‌است.